# Baraigne
Baraigne település Franciaországban, Aude megyében. Lakosainak száma 164 fő (2022. január 1.). Baraigne Belflou, Gourvieille, Labastide-d’Anjou, Mas-Saintes-Puelles, Molleville, Montferrand és Avignonet-Lauragais községekkel határos.

## Népesség
A település népessége az elmúlt években az alábbi módon változott:
| Lakosok száma | 113  | 103  | 122  | 117  | 172  | 172  | 174  | 175  | 172  | 164  |
|               | 1968 | 1982 | 1990 | 2006 | 2013 | 2015 | 2017 | 2019 | 2020 | 2022 |